# 山田顯義
山田顯義，生於（1844年11月18日—1892年11月11日，日语：〔〕／ Yamada Akiyoshi */?）享年49歲。原名顯孝，後改顯義，通稱市之允，號養浩齋、狂痴、韓峰山人、空齋等，因此也被稱為山田空齋。位階勳等為正二位勲一等伯爵，軍階為陸軍中將，是明治維新元勳之一，因維新之功被賞賜永世祿600石。
年輕時為日本幕末的武士（長州藩士），明治維新後，成為一名明治政府的軍事副參謀（副參謀長），先後參與戊辰戰爭中的一系列戰爭，屢立戰功，隨後官任陸軍少將兼兵部大丞，接著以兵部省理事官的身分加入岩倉使節團。隨後以別動第二旅團司令長官參與西南戰爭，此戰後隔年升任陸軍中將兼司法大輔。此後便離開軍界進入政治界中，在明治12年（1879年）轉任參議兼工部卿，而後還兼任内務卿。並在後來長達8年時間分別擔任司法卿、法務大臣和法律取調委員長等一系列司法有關的最高職務和設立日本法律學校和皇典講究所等大學，對於日本現代司法制度有巨大貢獻。

## 生平

### 年少時期

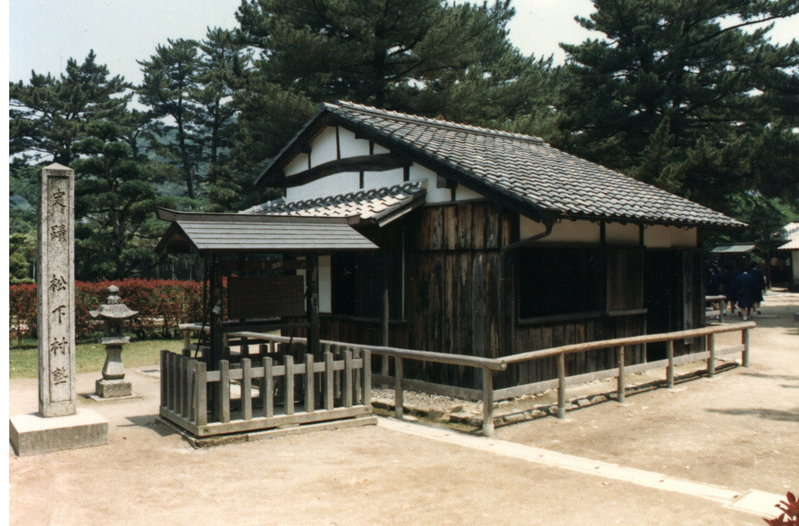
松下村塾

天保15年（1844年）10月9日出生於長門國阿武郡椿郷東分（現山口縣萩市），其父親為長州藩士山田七兵衛顯行（村田光賢的次子且為山田家養子的山田龔之的兒子、大組士、祿高102石、藩海軍頭），山田顯孝作為家中長子誕生於這個家庭。其伯父為甲子殉難十一烈士之一的山田亦介，伯公為長州藩家老村田清風，表哥是長州藩奇兵隊第二任總監河上彌市。
雖說山田顯孝是著名軍事學者山田亦介的外甥，但是他自小就被說是「性質愚鈍、垂鼻頑獸，就像白痴一樣。」。
安政3年（1856年），13歲的顯孝進入松本村的新山直衛塾學習。同年2月，開始和叔父山田亦介、中村九郎、竹内竹叢學習兵學（軍事知識）。同年3月進入長州藩的藩校明倫館，向劍術師範馬来勝平學習柳生新陰流劍術。。並且在6年後的文久2年（1862年），在顯孝19歲時取得了柳生新陰流的許可狀。
安政4年（1857年）6月，顯孝進入長州藩知名的松下村塾學習，師從吉田松陰，和一眾未來明治維新重臣、元老，如木戶孝允、高杉晉作、伊藤博文、山縣有朋、久坂玄瑞、吉田稔磨、井上馨等為同門師兄弟。
安政5年（1858年），吉田松陰作《與山田生》（詩）：
- 「立志尚特異，俗流與議難，不思身後業，且偸目前安，百年一瞬耳，君子勿素餐。」

吉田松陰將這首詩當作立志的目標書寫在紙扇的扇面上送給15歲的學生山田顯孝，以此作為老師對優秀學生的勉勵和期許。

### 幕末時期
文久2年（1862年）秋天，19歲的山田顯孝前往京都，去擔任當時待在京都的長州藩世子毛利定廣的護衛。同年12月，與同門師兄弟高杉晉作、久坂玄瑞、志道聞多（即井上馨）、伊藤俊輔（即伊藤博文）、品川彌二郎等12人聯名寫下了攘夷的血判書（御楯組血判書）。
文久3年（1863年）3月31日，孝明天皇為了攘夷祈願而行幸至賀茂神社之際，山田顯孝伴隨擔任天皇御前侍衛的毛利定廣同行，隨後在4月11日的石清水八幡宫行幸，顯孝依舊伴隨定廣随行天皇的隊伍。
文久3年8月18日（西元1863年9月30日），京都發生了八月十八日政變時，長州藩兵負責擔任堺町御門的警備和防衛，顯孝負責擔任大砲掛。隨後在公武合體派的排擠之下，三條實美（從三位權中納言）、三條西季知（正二位行權中納言）、四條隆謌（從四位上行侍從）、東久世通禧（正四位下行左近衛權少將）、壬生基修（從四位上行修理權大夫）、錦小路賴德（從四位上行右馬頭）、澤宣嘉（正五位下行主水正）這7位尊王攘夷派公卿被迫逃出京都，逃往長州藩，史稱「七卿落難」，顯孝便隨長州藩兵一同護送這七位公卿。途中顯孝從兵庫經大阪回到京都，潜伏了一陣時間。隨後便回歸長州藩，在他回到長州後便被任命为長州藩遊撃隊御用掛。
元治元年（1864年）1月28日，與高杉晉作脫離長州藩，隨後一同前往大坂。2月，前往江戶。隨後在7月19日時上洛，接著參加了禁門之變，在禁門之變中顯義與久坂玄瑞和真木保臣等人在一同在山崎布陣對抗幕府軍，而後因長州派在此戰中敗北，顯孝逃回了長州藩。同年8月，顯孝和太田市之進、品川彌二郎一同在長州建立了御楯隊，由太田出任總督，隊士有230名。顯孝則是擔任軍監一職，御楯隊隨後也做為長州藩兵參與了下關戰爭，長州藩在此戰再次敗北。同年12月，顯孝參與了高杉晉作發動的為了推翻因前兩次敗北而開始主導長州藩政的黨派，即持有幕府恭順論的「俗論黨」的軍事政變，史稱「功山寺舉兵」，並在此次政變之中成功一舉肅清了俗論黨，但其叔父山田亦介也是因此在此次政變中被俗論黨斬首，而被稱為甲子殉難十一烈士。
慶應元年（1865年）22歲的顯孝在普門寺塾向「維新十傑」之一的大村益次郎學習西方軍事。而後顯孝便繼承了大村的意志和知識，為日本現代陸軍的建設有著巨大的貢獻。
慶應2年（1866年）的第二次長州征討，顯孝被長州藩的海軍總督高杉晉作任命擔任「丙寅丸」軍艦的炮隊長。同年6月隨軍在周防大島冲奇襲幕府的艦隊。這一年的7月顯孝擔任御楯隊的司令，領軍轉戰芸州口，並數次取得戰鬥勝利。到了7月20日，江戶幕府第14代幕府將軍德川家茂病逝，第二次長州征討也因此宣告結束。
慶應3年（1867年）5月27日，山田顯孝擔任由御楯隊和鴻城隊合併後整編而成的整武隊總管。該年11月，第13代長州藩藩主毛利敬親在收到薩摩藩提出武力倒幕的出兵請求後，命令顯孝擔任長州藩先鋒隊的總隊長從山田尻（現山口縣防府市），作為全軍總督毛利内匠的東征军先鋒部隊，率領700餘藩兵經由海路進入京都。。

### 戊辰戰爭

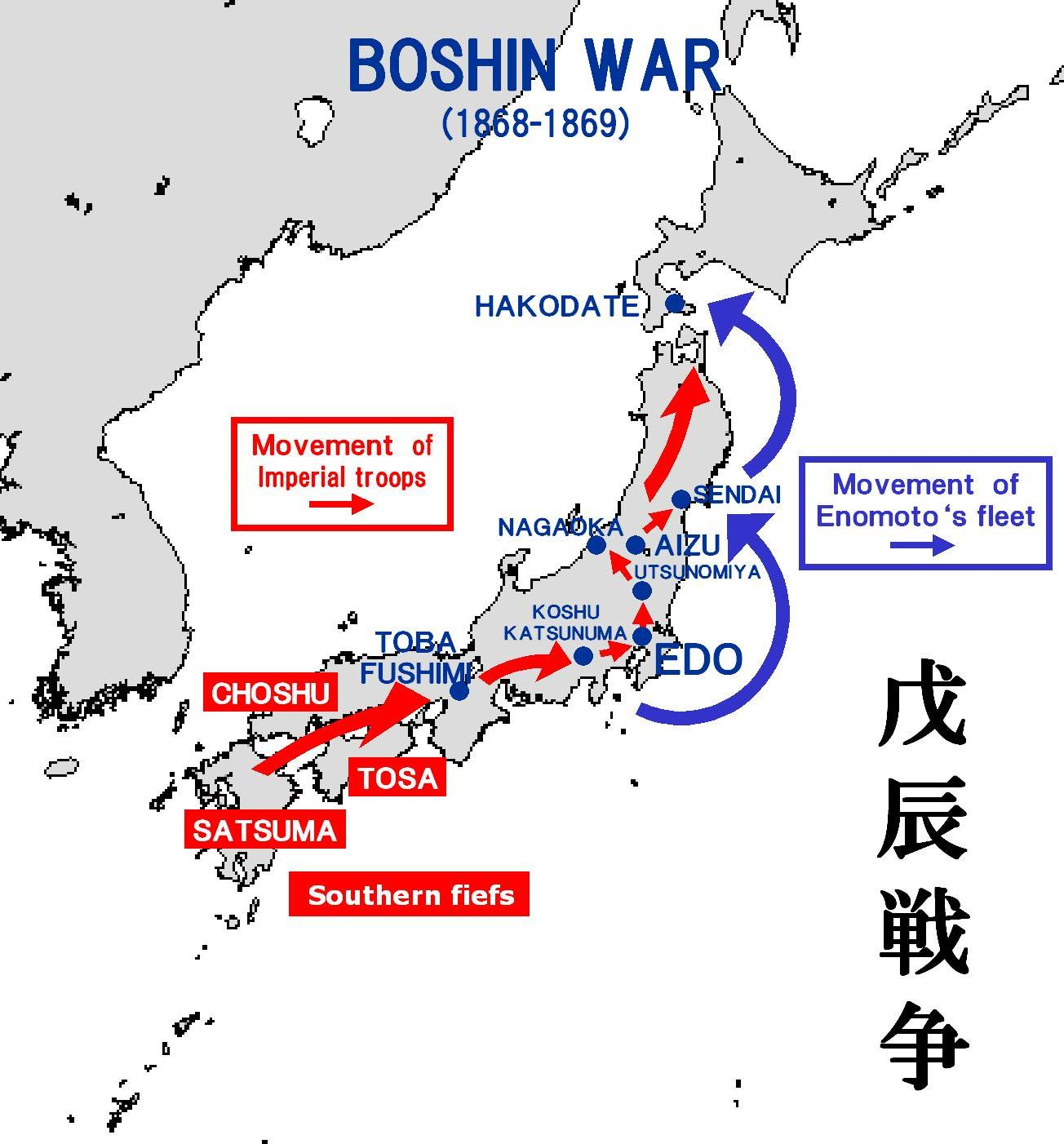
戊辰戰爭經過圖

#### 鳥羽伏見之戰
慶應4年（1868年）1月4日，山田顯孝被任命為維新政府征討總督（小松宮彰仁親王）的征討總督副參謀，隨後作為在京長州藩兵的指揮官，率領1000餘名長州藩兵參加了戊辰戰爭的開端－鳥羽伏見之戰。長州藩兵的任務是在伏見口保衛京都，約1萬的幕府軍（遊撃隊）被驅趕走。隨後，山田和其麾下的部隊就負責大阪和京都的守備工作。

#### 會津戰爭
到了4月，顯孝率軍凱旋歸回三田尻。在那段時間裡，江戶開城，江戶被成功移交到新政府軍手中。而後在上野戰爭中大破彰義隊的新政府軍，與以會津藩為中心的奥羽越列藩同盟諸藩展開了戊辰戰爭的第二階段－會津戰爭。隨後在東北方向的新潟也爆發了北越戰爭。而剛剛成為北陸道鎮撫總督參謀的黑田清隆和山縣有朋率領奇兵隊，在5月成功攻佔了長岡城。但在之後的戰爭裡，在裝備了阿姆斯壯大砲、格林機槍、1853年式恩菲爾德線膛步槍、史奈德步槍、夏普斯步槍的長岡軍為主力的長岡藩精銳部隊的攻勢下，加上使用阿姆斯壯大砲發射榴散彈，讓砲彈在奇兵隊在內的新政府軍的頭上爆炸的戰術，這對於佔領長岡城的新政府軍造成了重大的傷亡。新政府軍在這種強大攻勢下被迫採取防禦性的守勢。而為了克服這個問題，山田顯孝奉命搭上長州藩在前一年在英國訂購完工的軍艦「第一丁卯」號，在5月和薩摩軍艦「乾行丸」、筑前軍艦「大鵬丸」一同從馬關（今下關市）出發，向越後的海域前進。（顯義支援山縣有朋，提供海上支援）
明治元年（1868年）5月，新政府軍佔據了柏崎，並以此為艦隊的據點，完全切斷了奥羽越列藩同盟的海上補給。隨後新政府軍將目標轉向新潟港，並認為這是非常必要的戰略目標，山田顯孝設計並實施了「衝背作戰」計畫。到了7月21日，當為這次作戰行動運輸部隊的運輸船抵達柏崎時，顯義被任命為越後口海軍參謀。隨後到了7月25日，長岡軍成功奪回了之前被新政府軍攻佔的長岡城。同一天，新政府軍在阿賀野川口以東的松崎、大夫濱這兩個地方登陸。這段時間裡，同盟軍的後路被新政府軍切斷，而後新政府軍成功佔領了新潟，接著新政府軍在7月29日又再次成功占領了長岡城。當戰事進行到8月末，顯義向京都要求派軍支援，但此時長州藩在京勢力減弱，因此無法派兵支援。但隨後仍讓米澤藩在9月4日、仙台藩在9月10日、會津藩在9月22日這幾個番相繼向新政府軍投降（降伏）。並且在之後東北諸藩也效仿都向明治政府投降，會津戰爭宣告結束後，新政府軍的戰略計畫也隨之改變。

#### 箱館戰爭

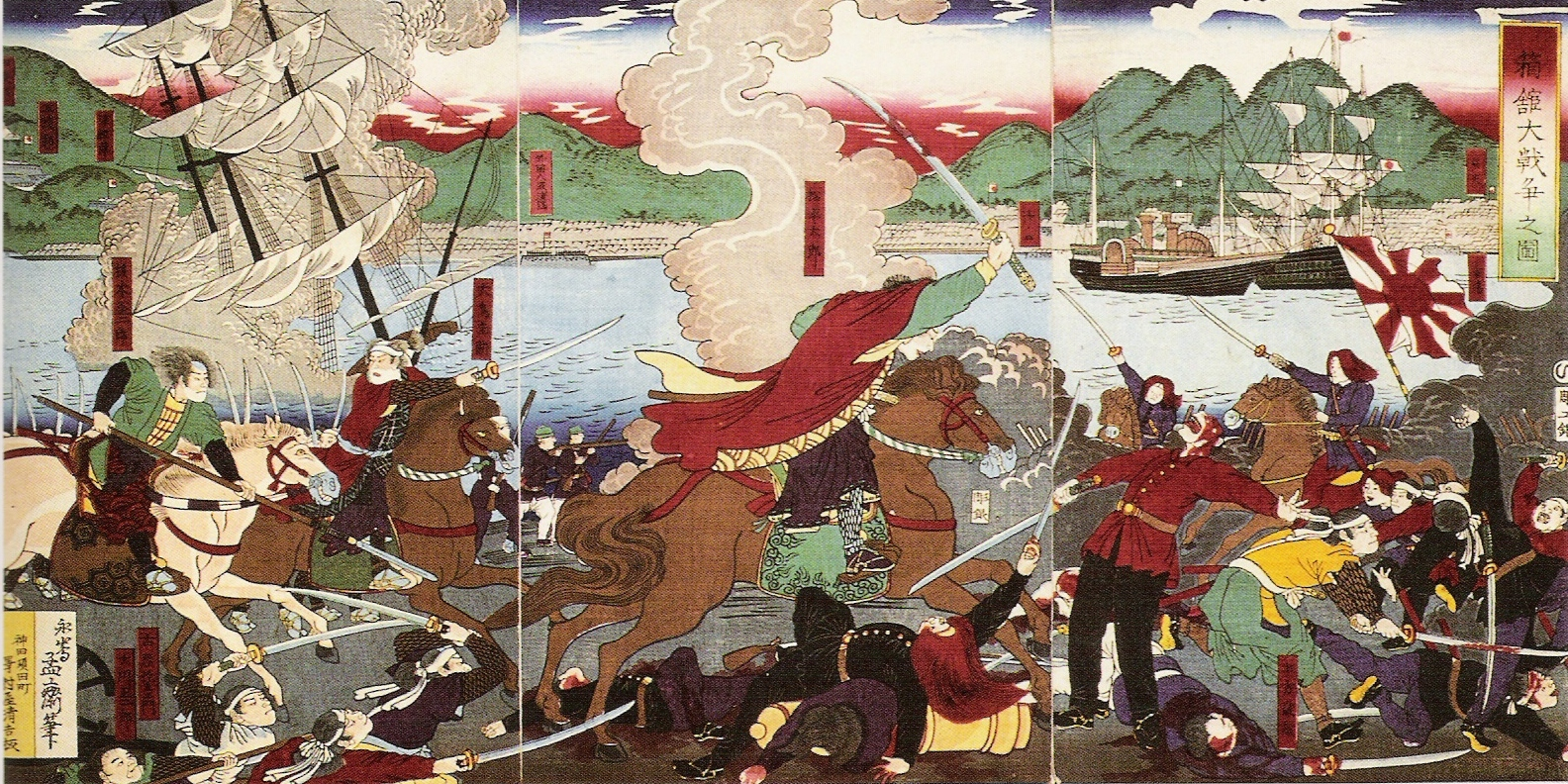
箱館大戰爭之圖

這之後進入了戊辰戰爭的第三階段－箱館戰爭。因為慶應四年（1868年）四月，在幕府海軍奉行勝海舟的遊說下，江戶末代將軍德川慶喜同意投降，交出江戶城。在江戶無血開城後，戊辰戰爭的主舞台便轉移到了日本的北陸、東北，而德川宗家也被減封至駿府藩70萬石，德川慶喜也將家督讓與他的養子德川家達接任，雖說如此保下江戶城150萬人和德川家和平，但是卻也無法養得起人數多達8萬的江戶幕府舊臣，而此時擔任幕府海軍副總裁榎本武揚擔心幕府會因此人心渙散，於是率舊幕府軍決定前往蝦夷地，以北部蝦夷地區作為新的根據地去進行開發和防禦。
這支榎本部隊在吸收了會津戰爭的殘兵後，在10月21日時，舊幕府軍在箱館北部的鷲之木地區(茅部郡森町)登陸，隨後一路擊敗箱館地區的守軍和當地的松前藩，在12月15日以蝦夷地的五稜郭為據點建立了箱館政權，但蝦夷共和國一詞乃是英國公使的秘書在5年後所寫的書中提及的，其一直以來皆自稱自己這個政權為「舊德川將軍家的蝦夷地開拓團」（旧徳川将軍家遺臣による蝦夷地開拓団）。
同年的10月30日，舊幕府軍已經攻占箱館，並且在和松前藩激烈交戰中的情況通報至東京後，明治新政府立刻反應過來，調動津藩、岡山藩、久留米藩這三個藩的合計約1000名士兵經由海路前往青森。11月6日，奧羽軍征討軍參謀山田顯孝率領長州藩和德山藩的士兵經由秋田抵達青森。11月9日，山田顯義被任命擔任青森口總督府下轄會議所的青森口陸軍參謀。11月19日，新政府軍頒布了對舊幕府軍的征討令。到了11月27日，來到青森避難的原箱館府知事清水谷公考被新政府任命為青森口首任總督。然而，由於新政府軍對於冬季行軍的準備並不是十分充分，因此征討箱館的行動决定延後到第二年春季，等天氣轉暖後再開始行動，故集結而來的各藩士兵便在青森附近駐紮以度過這個冬季。
明治2年（1869年）3月14日，顯孝被授予位階從五位。隨後4月4日兼任海軍參謀，山田顯義此時成為青森口海陸軍參謀，實際指揮箱館戰爭的一系列事務。隨後顯孝率領1500名新政府陸軍於4月6日從青森港出發，正式打響與箱館政權的作戰，經過一系列作戰後，在5月18日成功使箱館政權投降，戊辰戰爭至此宣告結束。

### 明治維新

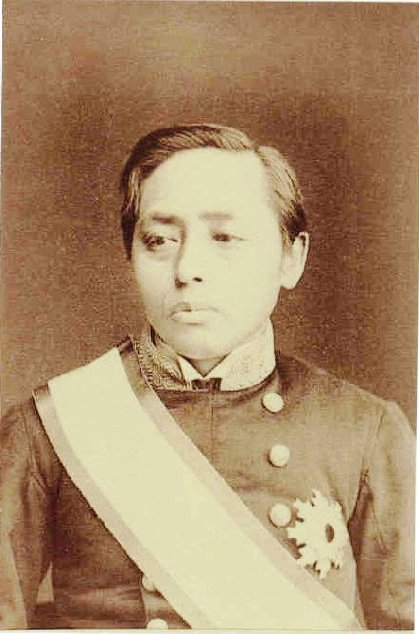
明治初期的山田顯義

明治2年（1869年）6月，因戊辰戰爭的巨大功勞，26歲的顯孝和陸軍參謀黑田清隆等人在宮中謁見明治天皇，並且接受嘉賞。接著在6月12日山田顯孝卸下原海陸軍參謀的職位，並在7月14日被改任命為剛實施的新官制（復古的太政官制）中的兵部大丞並且兼任長州藩少參事（大致相當於現在的防衛大臣政務官兼山口縣副知事）。到了8月山田凱旋到了長州，並且改名為顯義。再接下來的9月，因為維新的軍功，顯義被賞賜了「永世祿600石」（相當於上級旗本武士的年俸祿）的獎勵。沒過幾天的9月4日，顯義之前在普門寺塾的老師－兵部大輔（相當於現在的防衛副大臣）大村益次郎（此時兵部卿為仁和寺宮嘉彰親王，只是名義上的主官）遭遇暗殺未遂，山田奉命緊急上京。在病床前，大村將建設日本新式軍制的任務託付給他的弟子顯義，隨後在11月5日，大村因敗血症去世。再過約兩週的11月18日，身為兵部大輔的顯義便和兵部少輔久我通久一起連署將大村的遺策『兵部省軍務大綱』提交太政官，隨後顯義等人便以大阪為中心建立兵部省的各項事務。並且與長州藩的前原一誠一起推動日本新式陸軍的組建。
明治3年（1870年）開始按照軍務大綱的計畫實施近代軍事改革，每日往復來回於在大阪城的舊址所在設置的大阪兵部省出張所與東京本省之間。同年5月開始大力推行在畿內限定的徵兵制（辛未徵兵）的施行，這也是基於大村的計劃（大村主張「國民皆兵」的徵兵制度）。同年9月普法戰爭爆發，山田顯義前往歐洲觀戰的願望十分強烈，川村純義等其他兵部省官員也希望能夠前去觀看當前時代最先進的軍隊之間的新式戰爭，但由於擔心兵部省的業務受到影響而導致進度停滯，參議大久保利通等政府首腦最終沒有批准山田等人的行動。而這一年，顯義和鹿島屋喜右衛門的長女，同時也是時任大藏少輔的井上馨的養女龍子結婚。
明治4年（1871年）1月，大阪的辛末徵兵開始正式實行，但其實一直到這年5月才成功開始實施，並且徵兵到8月才宣告結束。這些問題主要是因為徵兵的品質和數量、以及相關的指導士官和訓練設施的不足等一系列根本問題所造成的（1873年1月10日成功地推行了徵兵制，確立了日本建立近代軍隊的基礎，1927年改為兵役法）。
明治4年（1871年）7月28日，28歲的顯義被正式任命為新任陸軍制度的陸軍少將兼兵部大丞、軍務局分課。
對於新的明治政府而言，如何去取消幕末時期與歐美各國所簽訂的各項不平等條約，是一個很重要的課題。而為了能夠與西方各國進行對等的國與國談判，日本必須盡快制定岀不同於過去的現代法律體系。

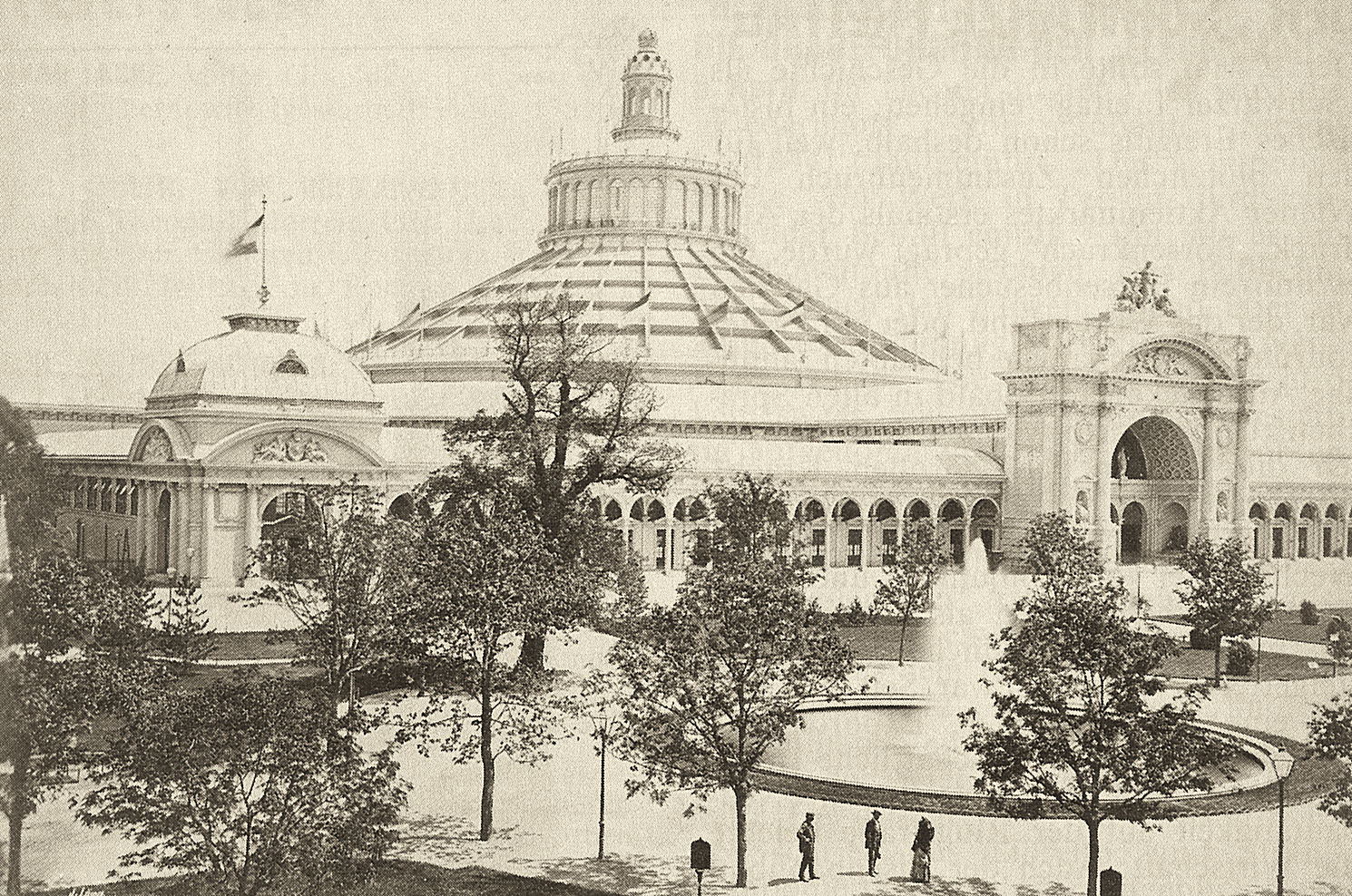
1873年維也納世博會

到了這年的11月，明治政府組建了岩倉使節團前往歐美國家考察西方的各項制度體系，而顯義也以兵部省理事官的身分前往考察西方的軍事制度。他們一行人途經舊金山、鹽湖城、芝加哥等城市後，抵達了美國首都華盛頓特區。
明治5年2月（1872年3月），山田顯義、原田一道等兵部省代表在參觀了費城的海軍設施後，橫渡大西洋訪問法國。以巴黎為中心，先後在柏林、荷蘭、比利時、洛桑、保加利亞、俄羅斯等地考察歐洲各國軍事制度，並參觀了維也納萬國博覽會（1873年維也納世博會）。
明治6年（1873年）5月在馬賽港登船歸國，在明治6年（1873年）6月24日回到日本。

### 歐美考察後
明治6年（1873年）6月24日，山田顯義隨著岩倉使節團一行人一起回到日本，歸來隔天的6月25日，顯義位階升為正五位。到了7月7日，顯義被任命為東京鎮台司令長官（下轄三個步兵聯隊，也就是未來日軍第1師團的前身）。接著在9月時，顯義向提交「兵者凶器也」的書面报告（理事官功程），在報告裡顯義根據考察的經歷，向朝廷延期施行征兵令。

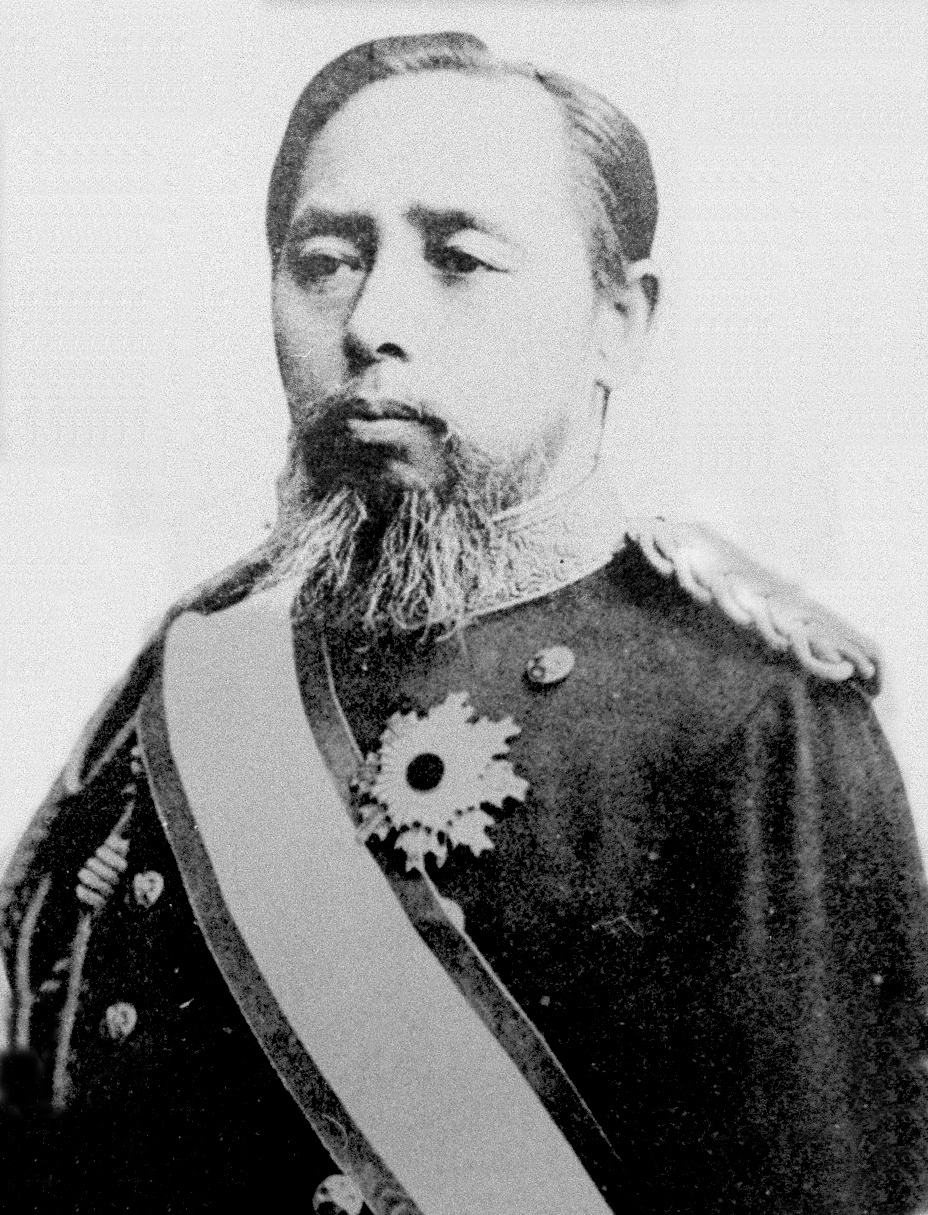
山田顯義軍裝

明治6年（1873年）11月24日，顯義被解除原有職位改任命為清國特命全權公使。顯義本人本來沒有意願前往，是在木户孝允和大久保利通的勸說下顯義才同意前往北京就任大使。但因為隔年（明治7年，1874年）2月9日，在佐賀地區的士族們發動了佐賀之亂，因此顯義原先的任命便暫時停止，改由柳原前光代任。陸軍少將山田顯義，被派往九州出征。3月時叛亂旋即平定。在7月時因此戰功被「嘉賞」。而後在伊藤博文等人的勸說下，顯義以現役陸軍少將的軍人身分兼任了「司法大輔」（大致相當於法務副大臣）的政府職位。而後，顯義就開始參與日本近代法的整備。然而自從海外考察以來，顯義便與時任陸軍卿（大致相當於陸上幕僚長）的陸軍中將山縣有朋，在征兵令施行的各項問題上，彼此意見有所分歧而導致對立，顯義並不同意山縣的加快推進徵兵計畫，而是主張政府先以培養基礎士官为中心的漸進徵兵。但因顯義僅是一個並無實權的陸軍少將，因此在兵部之中無話語權，顯義只好轉換跑道，選擇暫時淡出軍界。而在這年11月5日，顯義的位階升為從四位

#### 西南戰爭

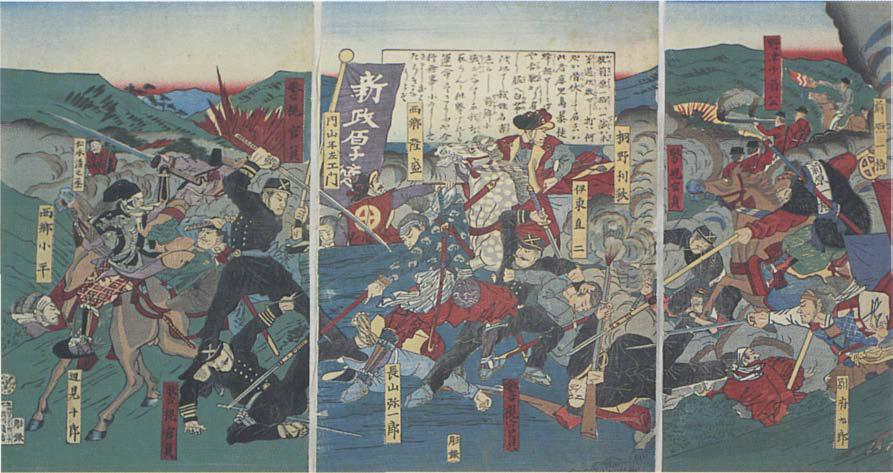
西南戰爭浮世繪

明治8年（1875年）9月8日，32歲的顯義兼任「司法編纂委員長」。又過了1年多的時間，在明治10年（1877年）2月的時候在九州爆發了西南戰爭，以原參議、近衛都督、陸軍大將西鄉隆盛為首的舊士族舉兵三萬餘人公開反叛明治政府。見此情形，山田顯義決定辭去司法大輔的職務，隨軍隊一起出征，而後在木戶孝允等人的遊說下，在3月28日，顯義被任命為別動第二旅團司令長官（兵力約4000人，旅級單位），隨著政府大軍一起征討西南。但不久後的4月18日很快被升職為別動旅團總轄，負責協調4個別動旅團。在明治軍的裝備兵力的巨大優勢下，在同年9月，西南戰爭便宣告結束。戰後的11月9日，因顯義在西南戰爭中立下戰功，因此被政府授予了勲二等旭日重光章。

#### 出將入相
明治11年（1878年）2月27日，35歲的顯義被任命兼任刑法草案審査委員，參與新的刑法法典的編纂任務。3月5日時再兼任議定官。而後在這年11月20日晉升陸軍中將。
明治12年（1879年）7月，已經36歲的顯義迎來他的長子山田金吉的出生。隨後在同年的9月10日，被改任命為參議並兼任工部卿（成為明治政府的大臣之一，且還身兼能參與決策國家事務的參議，日本歷史上只要擔任參議一職即為公卿），而後在11月1日被授予了勲一等旭日大綬章，他還在這個月為工部大學校的第一期畢業生頒發畢業證書。12月15日時，顯義的位階升為正四位，並且在19日起繼續兼任議定官的職務。
明治13年（1880年）2月28日以後，山田顯義卸下工部卿的職務，專職於參議的工作。3月，長男山田金吉，年僅8個月就早夭。明治14年（1881年）8月23日，山田顯義參與隔年成立的皇典講究所（今國學院大學的前身）的準備工作。9月，被推舉贊襄皇典講究所。同年10月21日，被任命以參議身分兼任內務卿（內務卿相當於今之總務大臣）。
明治16年（1883年）4月，為了應對東京府頻發的霍亂疫情，身為內務卿的顯義對當時的東京府知事芳川顯正提出，出於衛生原因，應當改良並整修東京的下水道設施，這也是「神田下水」工程的開端。。
同年12月22日，顯義卸下内務卿一職的兼任，改為參議兼任司法卿（相當於今之法務大臣）一職，隨後便開始主導一系列日本近代司法的工作，如主導編纂法典、法官資格制度的整理、法官的錄取規則、新式法學教育等工作。
明治17年（1884年）7月7日，41歲的山田顯義因為維新功勳而被授予華族伯爵爵位。12月27日，顯義的位階升為從三位。

### 憲法私案「私擬憲法」的提出
明治14年（1881年）8、9月之間，顯義獨自草擬憲法草案《憲法私案》提交給左大臣有栖川宮熾仁親王，接著在修改過後提交給右大臣岩倉具視。而就在同時的日本司法界裡，有菊池虎太郎、黑崎大四郎、伊藤東太郎三人合擬的《大日本帝國憲法草案》、山縣有朋委托西周起草的《憲法草案》、大隈重信的《大隈重信意见书》、岩倉具視委托井上毅起草的《憲法綱領》等等，都是對於日本憲法所擬出來的草稿。
從明治3年（1870年）開始，對於其憲法的建立，日本出現了很多的草案，如明治3年，大木喬任之《建國法意見書》和江藤新平之《國法會議案》。明治5年，木户孝允委托青木周藏起草的《帝號大日本政典》和民撰議院的《仮規則及議事上院略規》。明治6年，宇加地新八的《建言議院創立之議》。明治10年，元老院所提出的《日本国國憲案》和明治13年，元老院再度提出《國憲草案》、築前共爱公眾會的《大日本帝國憲法見込書草案》和元田永孚的《國憲大綱》等諸多版本的憲法草稿。

### 司法大臣

日本大學法學部的山田顯義胸像

明治18年（1885年）12月22日時，日本廢除太政官制，仿效西方制度建立了新的内閣制度，以首任內閣總理大臣、伯爵伊藤博文為首成立了第1次伊藤内閣（1885年12月22日到1888年4月30日），而原本擔任司法卿已經2年的山田顯義，也繼續擔任首任內閣的司法大臣（即如今之法務大臣）。
明治19年（1886年）10月19日，顯義的位階升為從二位。明治20年（1887年），顯義先是兼任大日本私立衛生會會頭（財團法人日本公眾衛生協會的前身），而後在10月21日時，顯義以司法大臣的身分兼任原由外務省所管轄而後由司法省管轄的法律取調委員會委員長。顯義在法國法律學者博瓦索納德（負責起草了日本的大部分民法典）和德國法律學者羅斯勒（負責起草了日本的大部分商法典）等外國法律顧問的幫助下，參與主持了日本民法、商法、民事訴訟法、裁判所構成法等法典的草案的審議工作，並大力支持創辦關西法律學校（關西大學的前身）。
明治21年（1888年）4月30日，因為伊藤博文改為擔任新設立的首任樞密院議長，因此辭去首相的職位。因此第2屆內閣改由農商務大臣、陸軍中將、伯爵黑田清隆擔任第2任內閣總理大臣。成立了黒田内閣（1888年4月30日至1889年10月25日），45歲的顯義繼續擔任司法大臣。到了這年的12月向黑田首相及內閣提交民法、商法的法案。12月25日，顯義被編入預備役。。山田顯義在其司法大臣的任上，積極推進法典整備，認為日本的人種、風俗、習慣、语言是日本這個國家成立的要因，因此為了明確國體，必須認識到研究做為國家基礎的國家法典的重要性。
明治22年（1889年）1月10日，顯義擔任首任皇典講究所所長，並推動所內的各項改革。8月17日，顯義繼續兼任現行法律規則調査委員長一職。同年的10月4日設立專門研究日本古代法和外國法的教育機關－日本法律學校，也就是今天的日本大學的前身，同時顯義也兼任該校的評議員。該年10月，因為原首相黑田清隆參與了不平等條約改正，而遭到炸彈客來島恆喜襲擊未遂，於是黑田欲率領內閣總辭，但明治天皇只接受了黑田個人的辭表，並任命改由內大臣三條實美暫任內閣首相，史稱「三條暫定內閣」，又過了2個月，三條率領內閣總辭。因此第3屆內閣由原內務大臣、陸軍中將、伯爵山縣有朋擔任第3任內閣總理大臣，成立了第1次山縣内閣。而山田顯義則繼續就任司法大臣一職。
明治23年（1890年）4月，顯義領導下的司法省，公布了日本民法典當中的財產篇、財產取得篇、債權擔保篇、證據篇和民事訴訟法。同年7月，顯義在皇典講究所內設立了研究日文、日本史、日本法的教育機關國學院（日本國學院大學的前身）。同年10月，繼續公布了民法典當中的人事篇和財產取得篇裡有關於贈與、遺贈、夫婦、財產契约等法條條文，但由於當時日本社會上興起「民法出籠、忠孝亡軼」的「民法典論爭」，因此上述各項法條條文都被延期施行。而後的同年12月，山田顯義以商法施行延期的责任一度辭去其司法大臣的職位，而後在隔年2月恢復原職。

#### 大津事件
明治24年（1891年）2月，恢復司法大臣原職。但在5月時，因為期望得到的軍費預算遲遲無法獲得國會通過，當時執政的內閣總理大臣山縣有朋遂決定請辭內閣首相一職，並由擔任多任大藏大臣的松方正義接任，而後明治天皇便同意他的辭表。因此第4屆內閣改由大藏大臣、伯爵松方正義擔任第4任內閣總理大臣。成立了第一次松方內閣（1891年5月6日至1892年8月8日），而顯義仍繼續擔任司法大臣的職務。但新內閣成立沒幾天，俄羅斯帝國皇太子尼古拉·亞歷山德羅維奇·羅曼諾夫（即後來的末代沙皇尼古拉二世）於日本訪問時遭到滋賀縣大津市警備巡查津田三藏刺殺未遂，史稱大津事件。此次事件導致時任內務大臣青木周藏、外務大臣西鄉從道與司法大臣山田顯義引咎辭職。
而以顯義為首的司法省極力主張以日本刑法第116條「大逆罪」來判處行刺沙俄皇太子（尼古拉二世）的巡警津田三藏死刑，以此弭平當時強大的俄羅斯帝國的憤怒。到了此事件結束後的6月1日顯義便以患病療養為理由辭去了擔任了6年的司法大臣職務（加上司法卿，總計擔任明治政府最高司法長官8年之久）。特賜其「前官禮遇」（重臣才能享有的權利）。隔年移居三崎的別莊進行療養和隱居生活。

### 晚年
明治25年（1892年）1月28日，顯義被任命為樞密顧問官。在這年11月，顯義在但馬（兵庫縣北部）參拜了在幕末因生野之變失败而自盡的表哥河上彌市生前最後之處所建立的紀念碑後，在接下來的視察生野銀山时突發腦溢血逝世，享年49歲。明治政府追授其勳一等旭日桐花大綬章。法名「顯忠院殿釋義宣空齋大居士」。

## 經歷
※明治5年以前使用的是舊曆。
- 安政3年（1856年）3月，進入長州藩校明倫館學習。
- 安政4年（1857年），松下村塾入學。
- 文久2年（1862年）12月5日，上洛。
- 元治元年（1864年）
  - 1月28日，與高杉晉作脫離長州藩、隨後前往大坂。
  - 2月，向江戶移動。
  - 7月19日，上洛後參加禁門之變。
- 慶應2年（1866年），擔任丙寅丸艦上的砲隊長[35]
  - 7月，擔任御楯隊司令
- 慶應3年（1867年）5月27日，擔任長州藩整武隊總督。
- 慶應4年（1868年）
  - 1月4日，擔任維新政府征討總督（小松宮彰仁親王）的征討總督副參謀，隨後參與鳥羽伏見之戰。
  - 4月27日，搭上丁卯丸號，並成為這艘船的指揮官。
  - 7月21日，擔任越後口海軍參謀。
  - 11月9日，改任陸奥青森口陸軍參謀，隨後參與箱館戰爭。
- 明治2年（1869年）
  - 3月14日，被授予位階從五位。
  - 4月4日，兼任青森口海軍參謀。
  - 6月12日，戊辰戰爭結束，因此卸除陸海軍參謀職位。
  - 7月8日，擔任兵部大丞兼任長州藩少參事。
- 明治4年（1871年）
  - 7月28日，被任命為陸軍少将兼兵部大丞
  - 10月22日、以兵部省理事官的身分隨行加入岩倉使節團（擔任到明治6年（1873年）6月）
- 明治6年（1873年）
  - 6月24日、在視察歐美後回到日本。
  - 6月25日，位階升為正五位。
  - 7月7日、東京鎮台司令長官（擔任到1873年11月）
  - 11月24日、被任命為清國特命全權公使（擔任到明治7年（1874年）7月2日。但並未赴任）。
- 明治7年（1874年）
  - 2月9日、改任西海鎮台司令長官。
  - 7月5日、改任司法大輔。（仍兼任陸軍少將。擔任到明治12年（1879年）9月10日）
  - 11月5日，位階升為從四位。
- 明治8年（1875年）
  - 9月8日、兼任司法編纂委員長。
- 明治10年（1877年）
  - 3月28日、兼任別動第二旅團司令長官。（西南戰爭）。
  - 4月18日、從別動第二旅團司令長官改任別動旅團總轄，負責協調4個別動旅團。
  - 11月9日、因西南戰功，被授予勲二等旭日重光章。
- 明治11年（1878年）
  - 2月27日、兼任刑法草案審査委員。
  - 3月5日、兼任議定官。
  - 11月20日、升任陸軍中將，仍兼任司法大輔、議定官。
- 明治12年（1879年）
  - 9月10日、改任參議並兼任工部卿（工部卿，擔任到明治13年（1880年）2月28日。参議，擔任到明治18年（1885年）12月22日）。
  - 11月1日、被授予勲一等旭日大綬章。
  - 12月15日、位階升為正四位。
  - 12月19日，兼任議定官
- 明治14年（1881年）
  - 8月23日、參與建立了皇典講究所。
  - 9月、被推舉為皇典講究所贊襄。
  - 10月21日、兼任内務卿（擔任到明治16年（1883年）12月12日）
- 明治16年（1883年）12月22日、解除内務卿一職的兼任，改為兼任司法卿一職（擔任到明治18年（1885年）12月22日）
- 明治17年（1884年）
  - 7月7日、因維新功勳而被授予伯爵爵位。
  - 12月27日、位階升為從三位。
- 明治18年（1885年）12月22日、擔任新內閣制度的首任司法大臣（第1次伊藤内閣。擔任到明治21年（1888年）4月30日）
- 明治19年（1886年）10月19日，位階升為從二位。
- 明治20年（1887年）
  - 10月21日、兼任法律取調委員會委員長。
  - 月日不詳、兼任大日本私立衛生會（財團法人日本公眾衛生協會的前身）的會頭（擔任到明治25年（1892年）11月11日）
- 明治21年（1888年）
  - 4月30日、繼續就任司法大臣（黑田內閣。擔任到明治22年（1889年）10月24日）
  - 12月25日、被編入預備役。
- 明治22年（1889年）
  - 1月10日、兼任皇典講究所所長（擔任到明治25年（1892年））
  - 8月17日、兼任現行法律規則調査委員長。
  - 10月4日、設立日本法律學校（日本大學的前身），同時兼任該校的評議員。
  - 12月24日、繼續就任司法大臣（第1次山縣内閣。擔任到明治23年（1890年）12月25日。因病向山縣首相提出辭呈但被挽留下來）
- 明治23年（1890年）
  - 7月10日、兼任伯爵議員（兼任到明治25年（1892年）4月1日[36]）
  - 11月22日、參與建立了國學院（國學院大學的前身）。
- 明治24年（1891年）
  - 2月8日、繼續就任司法大臣（第1次山縣内閣。擔任到5月6日）
  - 4月7日、位階升為正二位。
  - 5月5日、卸任法律取調委員会委員長。
  - 5月6日、繼續就任司法大臣（第1次松方内閣。擔任到6月1日）
- 明治25年（1892年）
  - 1月28日、擔任樞密顧問官（擔任到同年11月11日）
  - 11月14日、贈與勲一等旭日桐花大綬章。

※参考：日本大学編『山田顕義傳』（1963年、非賣品）

## 榮典
- 1870年（明治3年）3月14日 - 從五位[18]
- 1873年（明治6年）6月25日 - 正五位[18]
- 1874年（明治7年）11月5日 - 從四位[18]
- 1879年（明治12年）12月15日 - 正四位[18]
- 1884年（明治17年）12月27日 - 從三位[18]
- 1886年（明治19年）10月19日 - 從二位[18][37]
- 1891年（明治24年）4月7日 - 正二位[18]

勲章等
- 1877年（明治10年）11月9日 - 勲二等旭日重光章[18]
- 1879年（明治12年）11月1日 - 勲一等旭日大綬章[18]
- 1884年（明治17年）7月7日 - 伯爵[18][38]
- 1888年（明治21年）11月6日 - 銀製黄綬褒章[39]
- 1889年（明治22年）11月25日 - 大日本帝國憲法發布記念章[18][40]
- 1892年（明治25年）11月14日 - 勲一等旭日桐花大綬章[18][34]

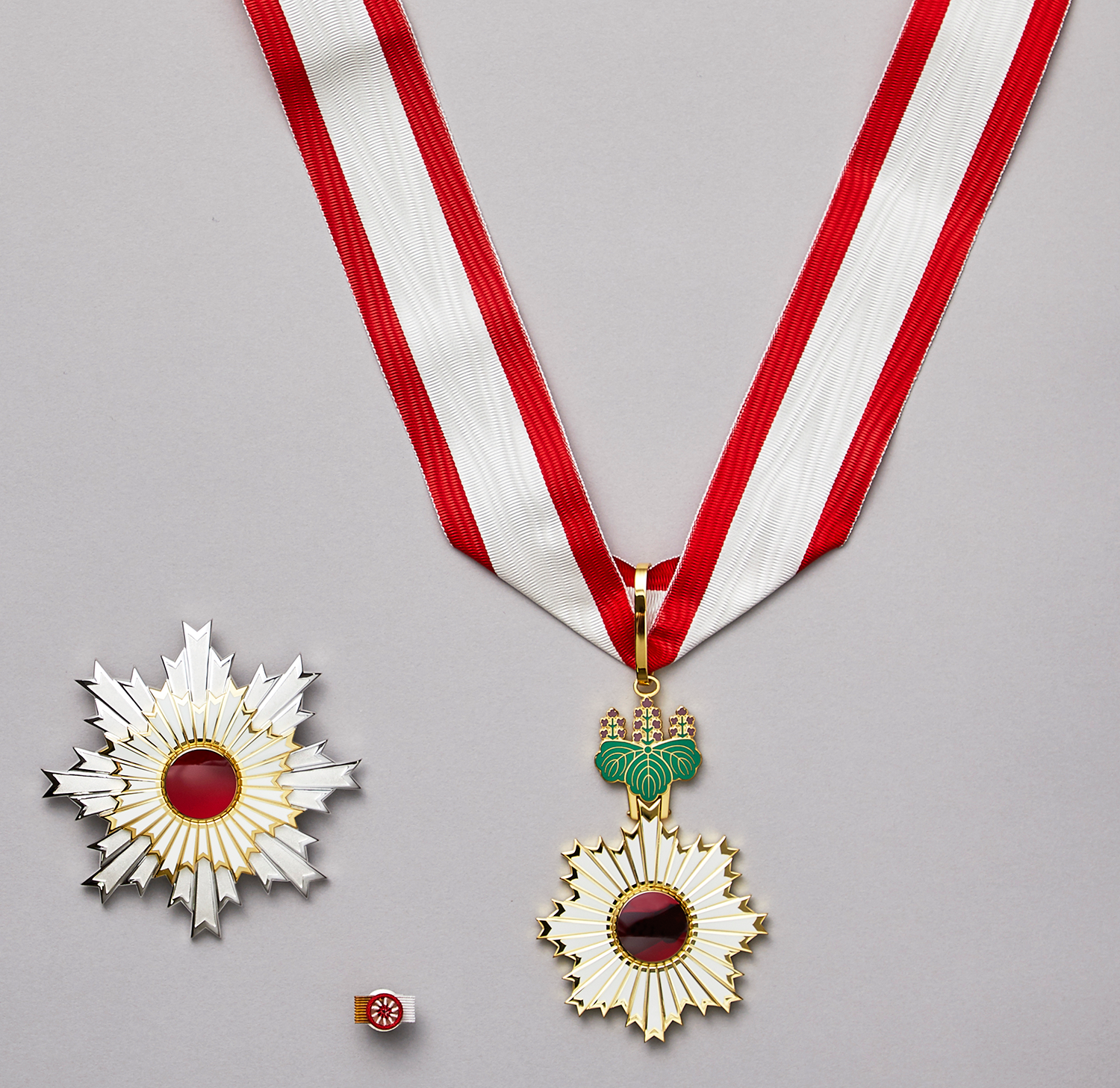
勲二等旭日重光章
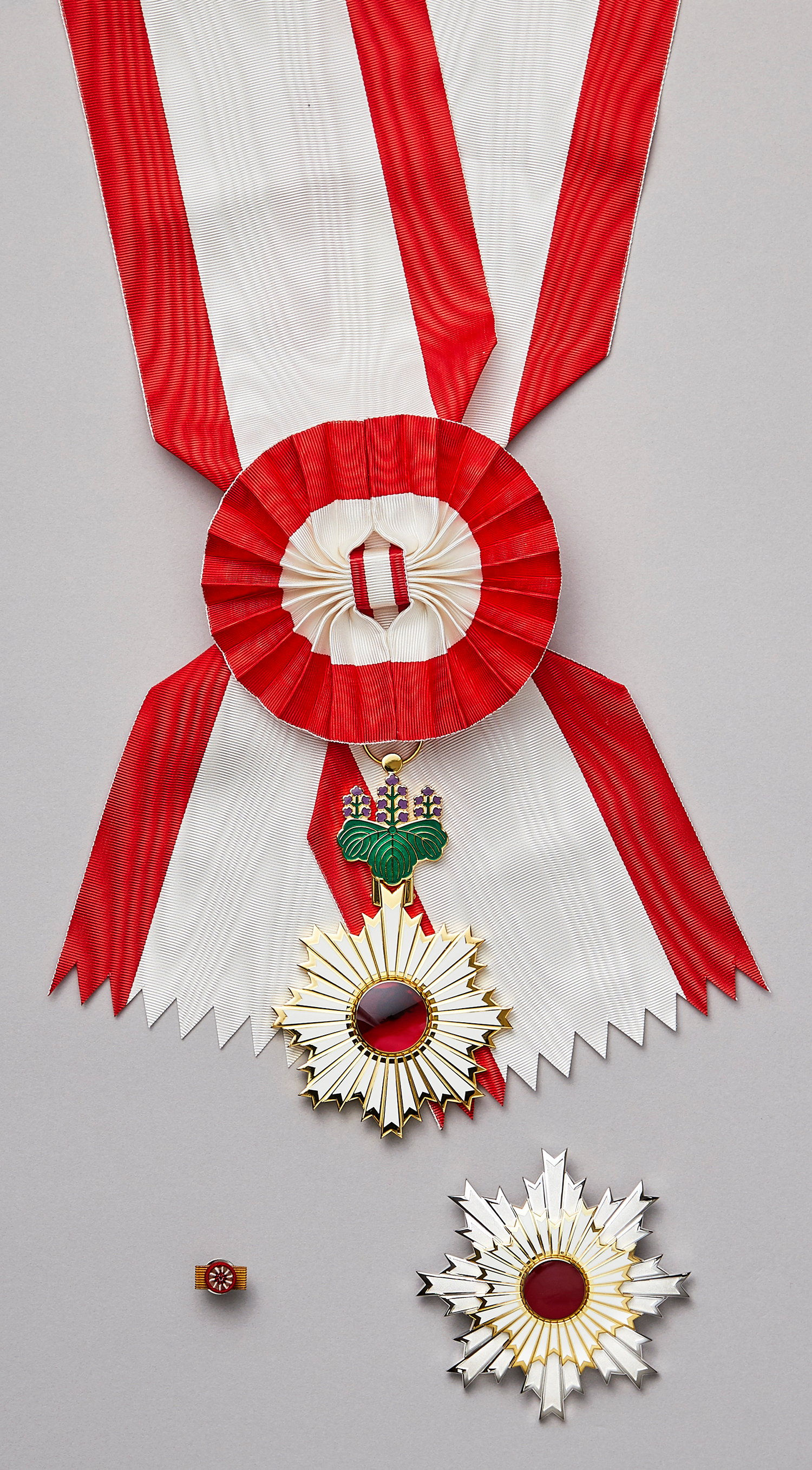
勲一等旭日大綬章
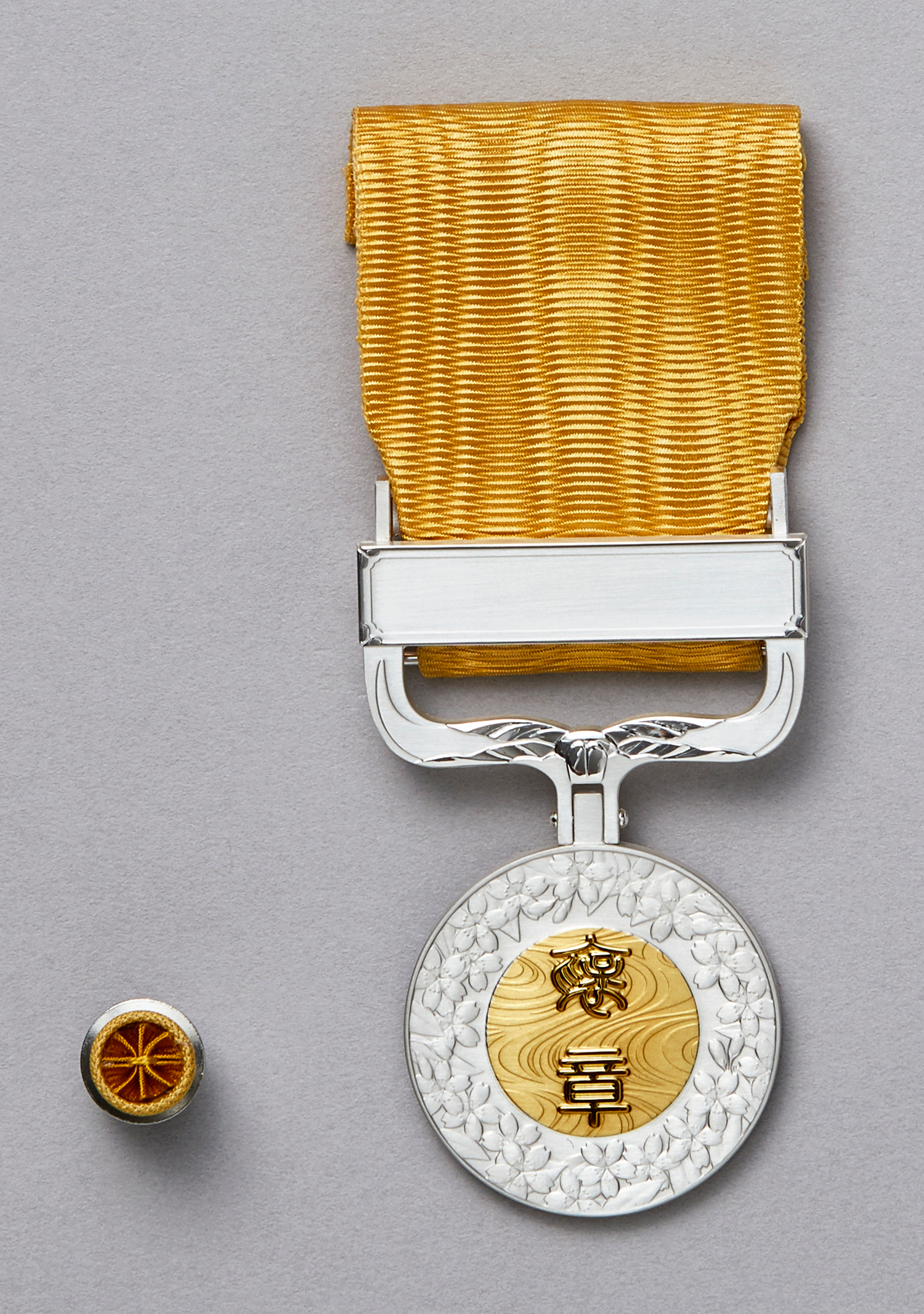
銀製黄綬褒章
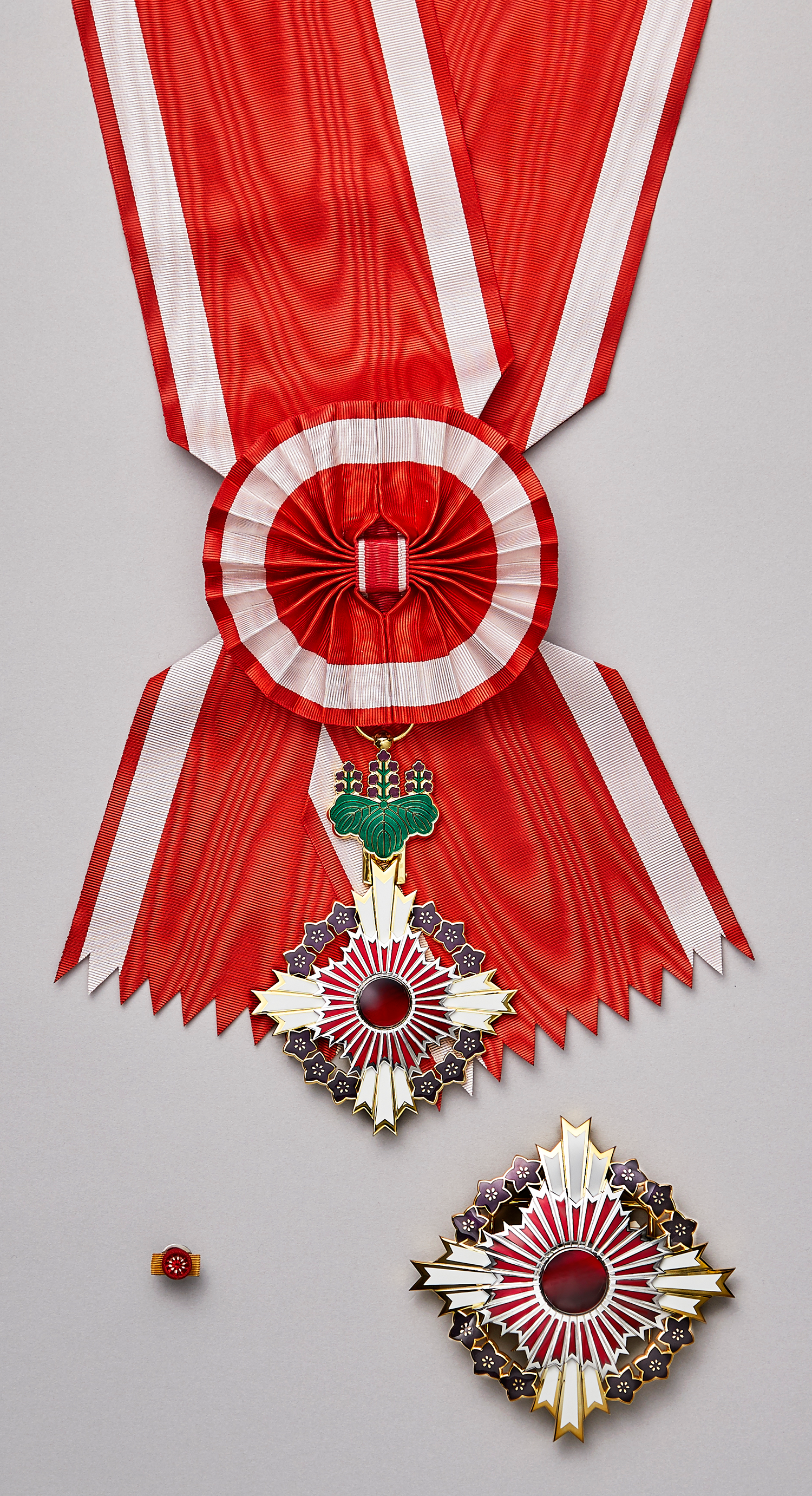
勲一等旭日桐花大綬章